# Air Belgium (depuis 2016)
Pour les articles homonymes, voir Air Belgium.
Fly Belgian class
Air Belgium (code AITA : KF ; code OACI : ABB) est une compagnie aérienne belge fondée le 27 mai 2016. Initialement présente dans les deux secteurs du transport long-courrier de passagers et du fret, elle abandonne cette première activité suite à sa mise en redressement judiciaire en 2025. 
Son activité de fret est reprise par le groupe CMA CGM - déjà actif dans le domaine avec sa filiale CMA CGM Air Cargo - avec préservation de la marque (donc une identité différente de celle de CMA CGM Air Cargo) et maintien des opérations à partir de la Belgique. 

## Histoire

### Création
Le 27 mai 2016, plusieurs entrepreneurs belges collaborent pour créer une nouvelle compagnie aérienne axée sur les vols long-courriers. Un de ces entrepreneurs n'est autre que Niky Terzakis, l'ancien directeur général de TNT Airways. L'objectif était d'opérer des vols entre la Belgique et l'Asie, surtout vers la Chine et l'Inde, dès le premier ou deuxième trimestre de 2017. Ni l'aéroport de départ, ni le type d'appareil utilisé n'était encore connu. Son siège social est d'abord établi à Ixelles et elle reçoit un capital de départ de 5 millions d'euros, financé par deux sociétés implantées à Hong Kong - Pioneer Topworld Ltd. et Sky Master Holdings Limited.

### Préparation
Fin 2016, Air Belgium lance le recrutement de son personnel. La sélection de celui-ci se faisait en janvier 2017, alors que la date du commencement des activités restait encore à être fixée, au plus tôt en juin 2017. En outre, sur son site Internet, il était précisé que quatre Airbus A340-300 seraient utilisés pour ses opérations. Elle finit par se baser à Corbais et informe qu'elle va voler vers des villes chinoises secondaires et Shanghai.
Quant à l'aéroport d'origine, le choix se portait initialement entre Liège-Bierset, Bruxelles-National et Charleroi Bruxelles-Sud, bien que ce dernier eût une piste bien trop courte pour accueillir un long-courrier à pleine capacité. Le choix s'était ensuite limité à Bruxelles et Charleroi, et c'est bien celui-ci qui est finalement choisi.
En janvier 2017, elle organise un concours pour la conception des uniformes. Celui-ci s'adressait à des candidats vivant en Belgique et âgés de 18 à 30 ans. Parmi cent participants, c'est la jeune Tournaisienne Esther Fourez qui remporte la compétition, lui permettant ainsi d'empocher 10 000 euros.
Le 13 mars 2018, Air Belgium annonce avoir obtenu son certificat de transporteur aérien. Par la même occasion, elle confirme que ses vols commenceraient début avril et que la vente de billets allait être ouverte. Au même moment, Sabena Aerospace s'occupait de la décoration des deux premiers appareils. De plus, la compagnie indiquait qu'elle n'aurait pas de flotte moyen-courrier, préférant mener des accords ou louer des avions, alors qu'un achat d'A330neo ou d'A350 XWB était bien prévu.

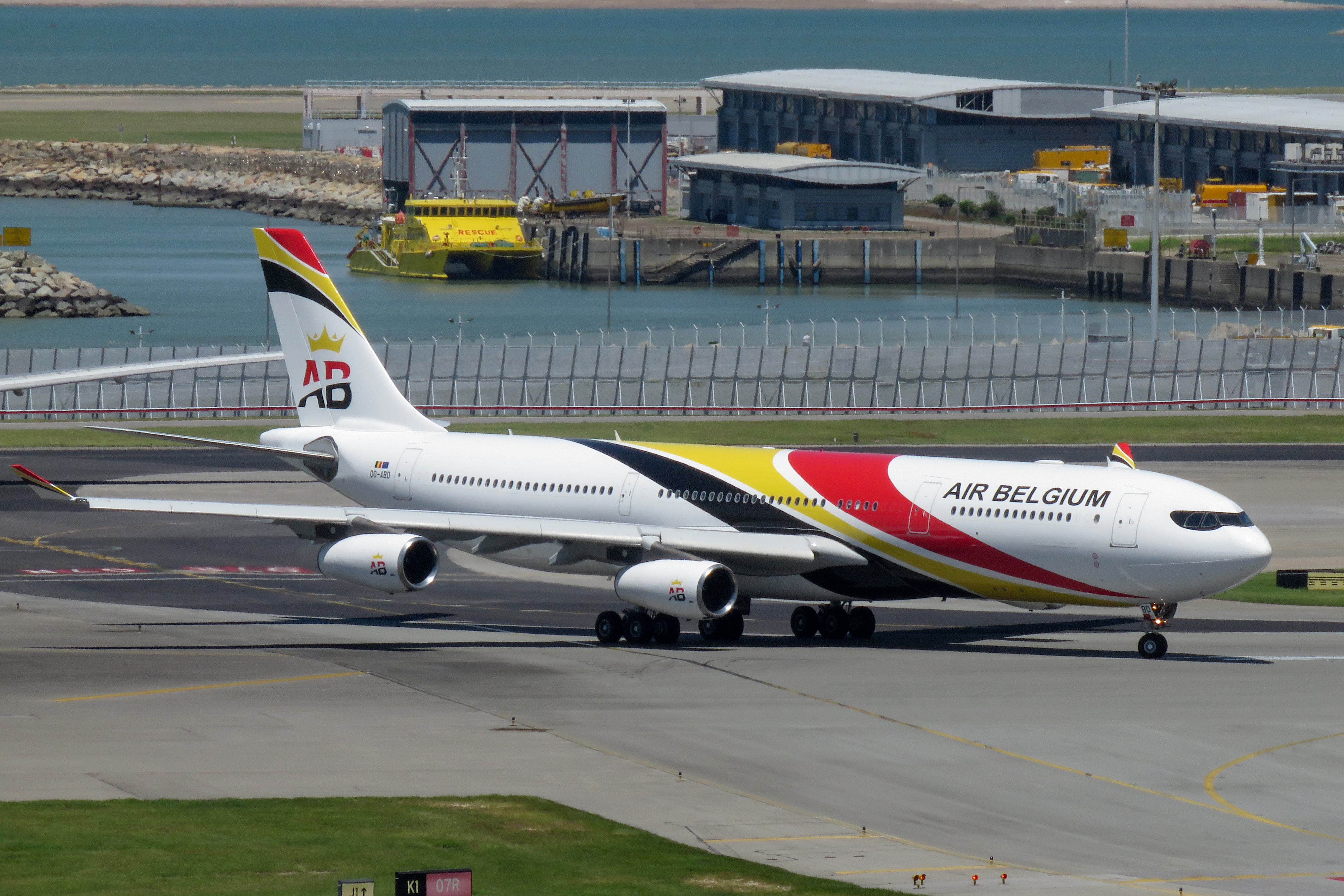
Un Airbus A340-300 d'Air Belgium.

### Premiers vols
Le 29 mars 2018, Air Belgium effectue son premier vol commercial entre Amsterdam et Paramaribo, au Suriname, à la suite d'une demande de la compagnie aérienne Surinam Airways. Ces collaborations étaient nécessaires pour optimiser l’utilisation des avions et équipages. Elle a également opéré pour Blue Panorama Airlines entre Milan et Cuba, pour Royal Air Maroc entre Paris et Marrakech, pour TUI depuis Bruxelles vers l'Europe et le Maroc ou encore pour Air France entre Paris, l'Europe et l'Afrique,.
Le 21 avril 2018, elle a survolé une partie de l’Europe, à l’occasion d’un vol de découverte pendant trois heures. Les passagers ont ainsi eu la possibilité d’apprécier le produit à bord, que ce soit en Economy pour 25 euros, en Premium Economy pour 40 euros ou en Business pour 50 euros. Ainsi, ce sont 257 passagers qui ont pu prendre place à bord de l’appareil pour ce vol. À noter que les bénéfices ont été reversés au Télévie et à Kom Op Tegen Kanker. Avec des billets vendus en moins de deux heures, la compagnie avait décidé de réitérer l’expérience en ajoutant un second vol le même jour.
Quant à ses propres vols, ils étaient initialement prévus le 30 avril 2018 mais avaient été reportés au 3 juin 2018 pour faute d'autorisation de survoler l’espace aérien russe. Éviter la Russie aurait nécessité une modification du plan de vol, 1 h 30 de vol supplémentaire et d’autres autorisations pour survoler les nouveaux espaces aériens concernés.

### Lancement de ses propres vols
Le 3 juin 2018, l'entreprise opère enfin son premier « véritable » vol, entre Charleroi et Hong Kong. Celui-ci étant considéré comme un vol technique, celui du 6 juin 2018 était donc le vol inaugural.
En juin 2018, la compagnie aérienne dépose au ministère des transports américain une demande d’autorisation pour des vols charters puis réguliers entre la Belgique et les États-Unis. Air Belgium avait demandé une approbation accélérée afin que le marketing et la vente des services puissent commencer sans délai. Cependant, aucune destination n’était précisée.
Trois mois après l'inauguration, elle décide de suspendre sa liaison vers Hong Kong jusqu'en mars 2019. Selon le PDG, le partenaire n'avait pas respecté ses engagements ni en termes de tarifs ni en termes d'occupation et par conséquent, les conditions de confiance n'étaient pas réunies pour maintenir l'offre. Le modèle, les liaisons annoncées vers la Chine continentale et son implantation à Charleroi n'étaient pas remis en question.
En juillet 2019, la société annonce des vols entre Charleroi, la Martinique et la Guadeloupe, avec une fréquence de deux vols hebdomadaires. L'inauguration a eu lieu le 7 décembre 2019, avec une première étape entre Charleroi et Fort-de-France et puis entre Fort-de-France et Pointe-à-Pitre. Selon L'Écho, elle prévoyait de lancer des vols vers Miami et Kinshasa, avec pour cette dernière deux fréquences par semaine et une possibilité de connectivité vers des destinations plus lointaines comme Goma.
Début février 2020, elle annonce qu'elle va doubler ses fréquences vers les Antilles françaises à partir du 21 novembre 2020, en mettant fin à la route triangulaire et en instaurant deux vols pour chacune des destinations. Un accord interligne avec Air Caraïbes était supposé voir le jour afin de proposer davantage de vols aux Antilles. Selon l'ancien directeur commercial, sur les premières semaines d’exploitation vers les Outre-Mer, les taux de remplissage étaient de plus ou moins 75 %.

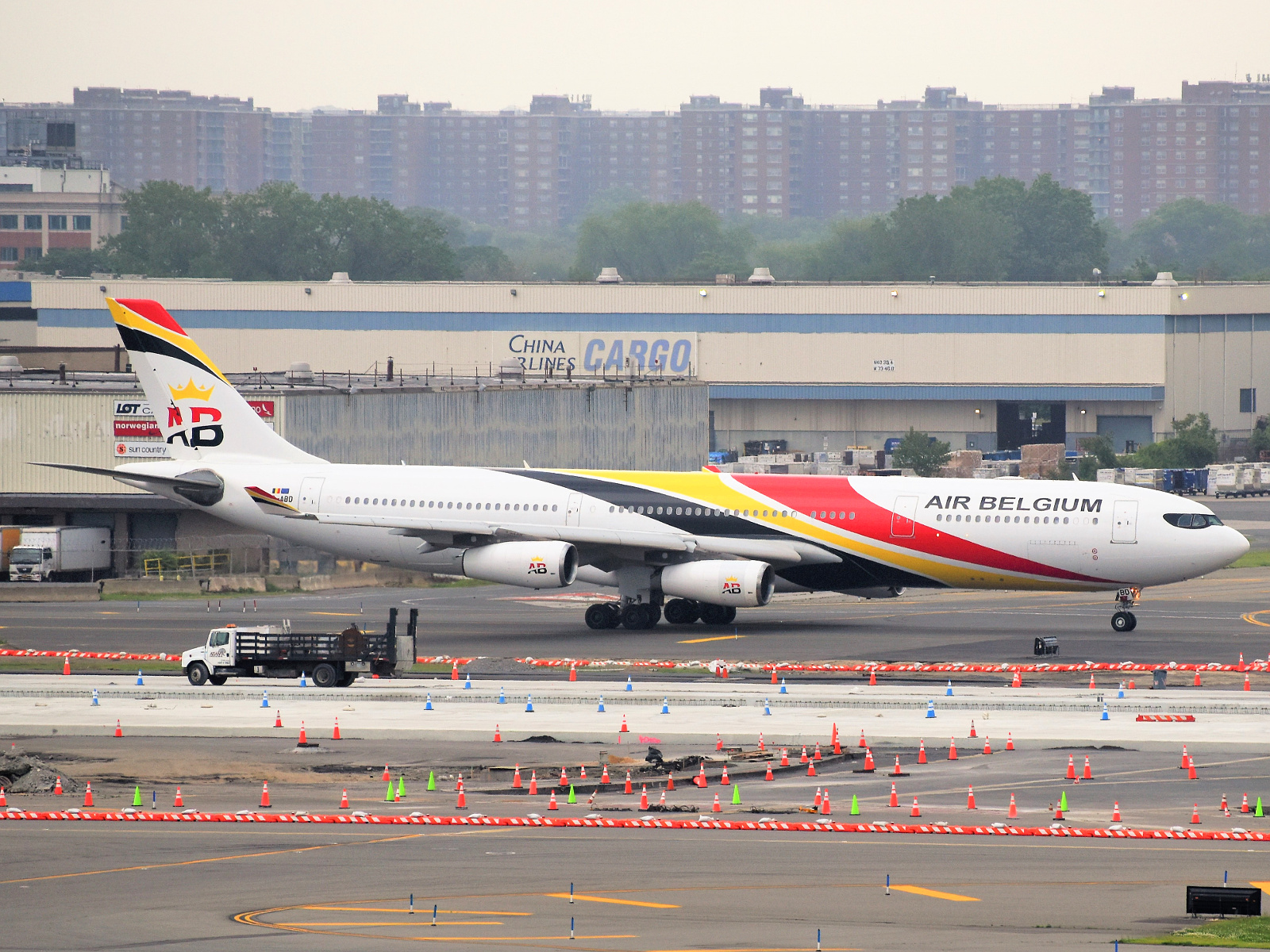
OO-ABD roulant à en juin 2019.

### Diversification des activités
Le 26 octobre 2019, Air Belgium fait le tour du monde avec l’agence de voyages française Safrans du Monde, au départ de Paris-Charles de Gaulle. Le voyage de 22 jours comportait 11 escales différentes : Rio de Janeiro au Brésil, Cuzco et Lima au Pérou, l'Ile de Pâques dans le Pacifique, Papeete en Polynésie française, Cairns en Australie, Hanoï au Vietnam, Mandalay et Bagan en Birmanie, Agra en Inde et Aqaba en Jordanie. Entre 130 et 150 passagers avaient déboursé quelques dizaines de milliers pour s’offrir ce voyage de rêve. Il y avait trois classes différentes : l’Espace Safrans à 24 500 euros, le Club Safrans à 34 500 euros et la Première Classe à 53 000 euros.
Lors de la crise d'Afghanistan en août 2021, Air Belgium a opéré de nombreux vols de rapatriement à l'aide d'un Airbus A340-300. Ces vols, dans le cadre de l’opération baptisée Red Kite (cerf-volant rouge) par le gouvernement belge, avaient lieu entre Islamabad, la capitale pakistanaise qui servait de base arrière aux vols militaires vers Kaboul, et Bruxelles.

### Poursuite de son développement
En juin 2020, elle annonce sa première destination au départ de Bruxelles-National, vers l'aéroport de Maurice-Sir Seewoosagur Ramgoolam. Initialement prévue en décembre de la même année, la date est repoussée à mars 2021 et finalement à octobre 2021, à cause de la crise sanitaire. En outre, son chiffre d'affaires pour 2019 s’élevait à 62,5 millions d'euros et son bénéfice avant impôt était de 5,6 millions d'euros.
Début 2021, Niky Terzakis confirme qu'Air Belgium va ajouter le fret au départ de Liège-Bierset, à l'aide de quatre nouveaux avions. En effet, face à la pandémie et à la crise économique, la compagnie avait annoncé vouloir/devoir diversifier ses activités.
En avril 2021, elle informe qu'elle va renforcer son offre vers les Caraïbes en proposant, au départ de Charleroi Bruxelles-Sud, un vol à destination de l'île de Curaçao via l'aéroport de Martinique A. Césaire, à partir du 3 juillet 2021.
Sur Facebook, Niky Terzakis annonce que d'ici l'automne 2022, Air Belgium va migrer vers un tout nouveau système de réservation qui offrira plus de fonctionnalités, de nouveaux services et une plus grande commodité aux clients.
Le 2 février 2022, le ministre wallon de l'Économie, Willy Borsus, informe que le groupe logistique chinois Hongyuan s'apprêtait à reprendre une participation de 49 % dans le capital de la compagnie. Les actionnaires belges ont alors gardé les 51 % qui leur assurent la majorité et garantissent le statut de transporteur européen. Hongyuan, basé à Pékin, prévoyait de reprendre les 8 % d'Aviation Investment Holding, basé à Hong Kong, mais aussi une partie du bloc des actionnaires belges qui se retrouvaient également dilués lors d'une augmentation de capital de la compagnie.
Deux anciens avions B747-8F de Saudia (HZ-AI3 et HZ-AI4) loués à Aircraft Finance Germany (AFG) sous les immatriculations OE-LFC et OE-LFD ont été intégrés à la flotte d'Air Belgium pour le partenariat avec le groupe chinois. Ces deux avions se sont ajoutés à la flotte de quatre Airbus A330-200F opérés pour le compte de CMA CGM,. Toutefois du changement est annoncé le 22 novembre 2022 avec une perte prévue des missions de fret et des avions associés pour le transporteur français CMA-CGM.

### Crise économique de 2022
A cause, notamment, du cours du pétrole, la compagnie s'était vue dans l'obligation d'augmenter ses tarifs et d'ajuster ses vols hivernaux.
Au 1er août 2022, l'aller simple était plus cher d'au moins 25 euros, pour tous les billets vendus vers toutes les destinations. Au 1er septembre 2022, par contre, les tarifs ont subi une augmentation de minimum 50 euros par aller simple, en fonction des destinations.
Les passagers qui avaient déjà réservé et payé leur billet n'avaient pas de supplément à payer.
La compagnie éprouve des difficultés fin 2022 et recherche activement un prêt de 10 millions d'euros pour lui permettra de passer l'hiver en sérénité. L'aide vient de nouveaux prêts d'actionnaires, le Chinois Hongyuan (à hauteur de 6,5 millions d'euros) et Sabena Aerospace Engineering (à hauteur de 0,5 million d'euros). Les actionnaires publics (Sogepa, SRIW et SFPI) auraient prolongé certains délais de remboursement, dégageant ainsi des liquidités pour la compagnie permettant, avec les prêts obtenus, d'atteindre les 10 millions d'euros.

### Vols historiques vers l'Afrique du Sud
Le 14 septembre 2022, Air Belgium commence son aventure sur le continent africain en lançant des vols vers Johannesburg et Le Cap. En plus de cela, elle passe au modèle de vols à escale en desservant 38 destinations grâce à un partenariat avec la compagnie Airlink. L'Afrique du Sud était sans connexion directe avec la Belgique depuis le retrait de Sobelair, soit depuis près de 20 ans.

### Fin des vols passagers
Le 18 septembre 2023, la compagnie annonce la fin de ses liaisons passagers régulières qui cesseront le 3 octobre. N'ayant pu les rentabiliser, elle se concentre désormais sur les activités cargo et ACMI. En mars 2025, l'activité cargo d'Air Belgium, qui était placée sous contrôle judiciaire, est reprise par CMA CGM.

## Flotte
En mai 2025, la flotte d'Air Belgium est composée comme suit :

### Historique
Au cours des années, Air Belgium a fait voler les appareils suivants :